# Саша Папац
Саша Папац (босн. Saša Papac, нар. 7 лютого 1980, Мостар) — боснійський футболіст, що грав на позиції захисника.
Виступав, зокрема, за клуб «Рейнджерс», а також національну збірну Боснії і Герцеговини.
Дворазовий володар Кубка Австрії. Чемпіон Австрії. Дворазовий володар Кубка Шотландії. Триразовий чемпіон Шотландії. Триразовий володар Кубка шотландської ліги.

## Клубна кар'єра
У дорослому футболі дебютував 2000 року виступами за команду клубу «Широкі Брієг», в якій провів один сезон, взявши участь у 14 матчах чемпіонату. 
Згодом з 2001 по 2006 рік грав у складі команд клубів «Каринтія» та «Аустрія» (Відень). Протягом цих років виборов титул чемпіона Австрії.
У 2006 році перейшов до клубу «Рейнджерс», за який відіграв 6 сезонів.  Більшість часу, проведеного у складі «Рейнджерс», був основним гравцем захисту команди. За цей час додав до переліку своїх трофеїв два титули чемпіона Шотландії. Завершив професійну кар'єру футболіста виступами за команду «Рейнджерс» у 2012 році.

## Виступи за збірні
Протягом 1998–2002 років залучався до складу молодіжної збірної Хорватії. На молодіжному рівні зіграв у 7 офіційних матчах.
У 2002 році дебютував в офіційних матчах у складі національної збірної Боснії і Герцеговини. Протягом кар'єри у національній команді, яка тривала 10 років, провів у формі головної команди країни 41 матч.

## Титули і досягнення
- Володар Суперкубка Австрії (2):

«Кернтен»:  2001
«Аустрія» (Відень):  2004
- Володар Кубка Австрії (2):

«Аустрія» (Відень):  2004-2005, 2005-2006
- Чемпіон Австрії (1):

«Аустрія» (Відень): 2005-2006
- Володар Кубка Шотландії (2):

«Рейнджерс»: 2007-2008, 2008-2009
- Чемпіон Шотландії (3):

«Рейнджерс»: 2008-2009, 2009-2010, 2010-2011
- Володар Кубка шотландської ліги (3):

«Рейнджерс»: 2007-2008, 2009-2010, 2010-2011